# Ягодина (Пермский край)
Ягодина — деревня в Кудымкарском районе Пермского края. Входит в состав Егвинского сельского поселения. Располагается севернее от города Кудымкара. Расстояние до районного центра составляет 19 км. По данным Всероссийской переписи населения 2010 года, в деревне проживало 43 человека (27 мужчин и 16 женщин).

## История
По данным на 1 июля 1963 года, в деревне проживало 138 человек. Населённый пункт входил в состав Алековского сельсовета.